# Kanton Cruzini-Cinarca
Der Kanton Cruzini-Cinarca war bis 2015 ein französischer Wahlkreis im Arrondissement Ajaccio, im Département Corse-du-Sud und in der Region Korsika. Sein Hauptort war Sari-d’Orcino. Er bestand aus 13 Gemeinden:
Der Kanton war 211,55 km² groß und hatte 1556 Einwohner (Stand: 1999).

## Gemeinden
| Gemeinde             | Einwohner | Code postal | Code Insee |
| -------------------- | --------- | ----------- | ---------- |
| Ambiegna             | 43        | 20151       | 2A014      |
| Arro                 | 51        | 20151       | 2A022      |
| Azzana               | 56        | 20121       | 2A027      |
| Calcatoggio          | 356       | 20111       | 2A048      |
| Cannelle             | 32        | 20151       | 2A060      |
| Casaglione           | 292       | 20111       | 2A070      |
| Lopigna              | 112       | 20139       | 2A144      |
| Pastricciola         | 81        | 20121       | 2A204      |
| Rezza                | 49        | 20121       | 2A259      |
| Rosazia              | 81        | 20121       | 2A262      |
| Salice               | 73        | 20121       | 2A266      |
| Sari-d’Orcino        | 259       | 20151       | 2A270      |
| Sant’Andréa-d’Orcino | 71        | 20151       | 2A295      |